# يان بروكر
يان بروكر (بالإنجليزية: Ian Brooker)‏ هو مستكشف وعالم نبات أسترالي، ولد في 2 يونيو 1934 في أديلايد في أستراليا، وتوفي في 25 يونيو 2016 في كانبرا في أستراليا.